# Калониус, Матиас

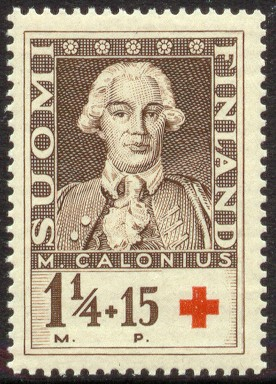
М. Калониус на почтовой марке Финляндии. 1935 г.

Матиас Калониус (Колониус) (фин. Matthias Calonius, лат. Mathiae Calonii; 7 января 1738, Саариярви, Центральная Финляндия — 13 сентября 1817, Гельсингфорс, Великое княжество Финляндское — финский государственный деятель, политик, юрист, судья Верховного суда Швеции, первый прокурор Великого княжества Финляндского (1809-1816), профессор права и ректор Королевской Академии Турку.

## Биография
Сын пастора. Образование получил в Королевской Академии Турку. Был оставлен в академии преподавателем, в 1773 году, несмотря на то, что был беден и не имел семейных связей, чтобы когда-либо получить ученое звание, опубликовал диссертацию «De nova facie orbis Europaei circa saeculum reformationis oxorta», и был назначен профессором юридического факультета.
Некоторое время состоял членом Верховного суда Швеции в Стокгольме. В 1809 году, после Русско-шведской войны по присоединении Финляндии к Российской империи, ему было поручено разработать проект регламента финляндского сената.
В том же году ему было поручено, в качестве первого прокурора Великого княжества Финляндского, следить за применением законов в стране.
Среди шведских и финляндских юристов своего времени, М. Калониус занимает одно из первых мест. Его труды (преимущественно на латинском языке, отчасти на шведском) по гражданскому, уголовному, процессуальному и публичному праву, а также по истории права, как, например, его классическое сочинение: «De prisco in patria servorum jure», или же различные положения и принципы шведского законодательства 1734 г. внесли значительный вклад как в развитие правового мышления, так и в правовую практику Финляндии и Швеции.

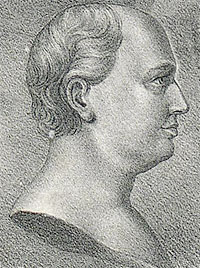
Mathiae Calonii

Его труды изданы под заглавием: «Mathiae Calonii opera omnia» (Стокгольм, 1829—1833). В дополнении к ним, изданном в 1870 году в Гельсингфорсе, содержатся важнейшие заключения, данные М. Калониусом по званию прокурора. Его лекции по различным отраслям правоведения (на латинском языке) хранятся в рукописях, в университетской библиотеке в Гельсингфорсе.
Занимал должность профессора юридического факультета Королевской Академии Турку почти 40 лет до своей смерти.
Видный финляндский правовед. Считается одним из зачинателей, так называемой, исторической школы Финляндии.
Одной из заслуг М. Калониуса стало преодоление упадка финской юриспруденции.
Похоронен в Церкви Святой Екатерины (Турку).